# 大樋町
大樋町（おおひまち）は、石川県金沢市の町名。現行行政地名。

## 地理
- 小坂町、鳴和町の中間に位置している。

## 歴史

### 旧町名の概要
上大樋町・下大樋町（かみ・しもおおひまち）
- 地子町

### 沿革
- 1966年（昭和41年）9月1日 - 住居表示実施により、上大樋町・下大樋町・鳴和町・御所町・小坂町の各一部から成立[4]。

## 世帯数と人口
2022年（令和4年）9月1日現在の世帯数と人口は以下の通りである。
| 町丁   | 世帯数  | 人口  |
| ------ | ------- | ----- |
| 大樋町 | 197世帯 | 414人 |

## 小・中学校の学区
市立小・中学校に通う場合、学区は以下の通りとなる。
| 番地 | 小学校               | 中学校             |
| ---- | -------------------- | ------------------ |
| 全域 | 金沢市立森山町小学校 | 金沢市立鳴和中学校 |

## 交通

### 鉄道
町内に鉄道駅はない。

### バス
- 西日本ジェイアールバス東長江線　大樋町、御所口バス停

### 道路
- 国道359号
- 石川県道210号清水小坂線

## 施設
- 石川県立金沢桜丘高等学校